# Кастельботтаччо
Кастельботтаччо (італ. Castelbottaccio) — муніципалітет в Італії, у регіоні Молізе,  провінція Кампобассо.
Кастельботтаччо розташоване на відстані близько 185 км на схід від Рима, 21 км на північ від Кампобассо.
Населення — 321 особа (2014).

## Демографія
Населення за роками:

Станом на 1 січня 2023 року в муніципалітеті офіційно проживали 22 іноземці з 9 країн, серед них 13 громадян країн Євросоюзу та 1 громадянин України.

## Сусідні муніципалітети
- Чівітакампомарано
- Лучито
- Лупара
- Морроне-дель-Санніо